# Muntele Mic

Elaborazione 3D del Muntele Mic

Il massiccio del Muntele Mic è un gruppo montuoso dei monti Retezat-Godeanu, appartenenti alla catena dei Carpazi Meridionali. Si trova tra i monti Țarcu, i monti Godeanu e i monti Retezat. La cima più alta è la vetta del Muntele Mic a 1.802 m.